# یوکلا، استرالیای غربی
یوکلا (به انگلیسی: Eucla) یک شهرک در استرالیا است که در استرالیای غربی واقع شده‌است.